# Frigérido (general)
Frigérido (em latim: Frigeridus) foi um oficial militar romano do século IV, ativo durante o reinado conjunto de Valente (r. 364–378) e Graciano (r. 367–383). Ficou famoso por seu papel nos conflitos entre romanos e bárbaros nas fronteiras orientais do império.

## Biografia
O início de sua carreira é incerto. Em data desconhecida antes de 377, exerceu a função de duque, talvez na Panônia Valéria, como tijolos estampados de Aquinco atestam. Em 377, foi um comandante militar, possivelmente conde dos assuntos militares, na Ilíria. Nessa posição, foi enviado por Graciano como comandante de uma força auxiliar panônia e transalpina à Trácia para auxiliar os generais de Valente em sua guerra contra os godos de Fritigerno, que à época estavam em rebelião aberta contra o império. No Oriente, contraiu gota e não pode comandar seus soldados. Sob consentimento dos generais orientais Trajano e Profuturo, as forças conjuntas do oriente e ocidente foram comandadas por Ricomero, outro oficial enviado por Graciano. Ricomero liderou os romanos contra os godos na Batalha dos Salgueiros na qual ambos os lados sofreram pesadas baixas e os romanos tiveram que retroceder para Marcianópolis, a capital provincial da Mésia Secunda.
Nesse meio tempo, Frigérido retirou-se à Ilíria. Promovido a mestre dos soldados, foi novamente enviado à Trácia onde tentou utilizar a mesma tática empregada anteriormente pelo mestre da cavalaria Saturnino que consistia no bloqueio dos godos através das montanhas por meio de linhas defensivas nas fortificações locais, principalmente no vale do rio Maritsa. Embora muito pressionado pelas investidas godas, Frigérido foi capaz de mantê-los afastados por alguns meses, além de ter derrotado uma coligação entre godos e taifalos sob o comando de Farnóbio que acabou morto; os sobreviventes foram enviados para Parma, Régio e Mutina, onde trabalharam no campo. No inverno de 377/378, Frigérido estacionou suas tropas na passagem de Sucos, entre Sérdica e Filipópolis, com o intuito de protegê-la, assim como a estratégica passagem conhecida como Porta de Trajano. Logrou êxito, no entanto, foi posteriormente substituído por Mauro que travou uma desastrosa batalha no local.